# Раяйоки (станция)
Раяйоки (фин. Rajajoki) — ныне ликвидированная железнодорожная станция между Белоостровом и Солнечным, названа по реке Раяйоки (фин. название реки Сестры).
До 1940 года была пограничной станцией на советско-финской границе со стороны Финляндии. Вокзал в стиле национального романтизма по проекту Бру́но Гра́нхольма был разрушен в 1944 году во время Второй мировой войны, а сама станция какое-то время использовалась советскими войсками как опорный пункт.

## История

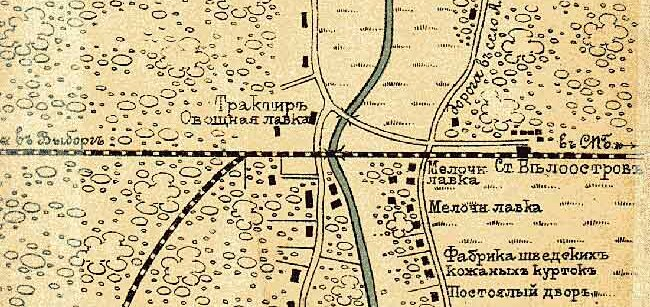
План берегов реки Сестры у пересечения с Финляндской ЖД, слева показано ответвление на Сестрорецк

Железная дорога между Рийхимяки и Санкт-Петербургом была построена в 1870 году. Сразу же было начато строительство подъездной ветки от станции Белоостров к Сестрорецкому заводу для связи последнего с железнодорожной сетью страны. Начиналась ветка после моста, на правом берегу реки Сестры. Первый год эксплуатации ветки оказался убыточным, а потому финское управление железной дороги в 1873 году приняло решение о её закрытии. Пути были выкуплены частным обществом, но к 1886 году оно разорилось, так что дорога была окончательно закрыта, а к концу XIX века разобрана.
К началу XX века побережье Финского залива на Карельском перешейке стало популярным местом отдыха дачников, которые путешестовали к местам отдыха в том числе по железной дороге. И если со стороны Петербурга таможенный контроль на границе Российской империи с Великим Княжеством Финляндским производился на станции Белоостров возле самой границы, то со стороны Финляндии таможенной была станция Териоки. Это создавало неудобства для пассажиров, желавших арендовать дачи на финском берегу реки Сестры, так как для этого приходилось возвращаться из Териоки на извозчике или местном поезде. Для исправления этой ситуации Финляндская железная дорога приняла решение о строительстве таможенной станции у самой границы, на правом берегу Сестры. Здание нового вокзала поручили спроектировать финскому архитектору Бруно Гранхольмому, автору вокзалов станций Ланская, Удельная, Шувалово и Парголово. В связи с началом Первой мировой войны строительство затянулось; недостроенное здание вокзала при этом использовалось в качестве госпиталя. Открытие станции состоялось 1 января 1917 года.
Весной 1918 года в связи с началом военных действий между Финляндией и Советской Россией мост через Сестру, соединявший станции Раяйоки и Белоостров был взорван Красной армией для предотвращения наступления финских войск на Петроград. После подписания Тартуского мирного договора в 1920 году был сооружён временный деревянный мост. К 1925 году через реку был перекинут новый мост на стальных опорах, заменив собой прежний. В 1920—1930 годах это был единственный пограничный переход на Карельском перешейке. Ежедневно между Раяйоки и Виипури проходило несколько пар местных поездов и один международный поезд до Ленинграда. Между двумя мировыми войнами станция Раяйоки и граница по реке Сестре стала популярной туристической достопримечательностью, которую каждый год посещали десятки тысяч человек.

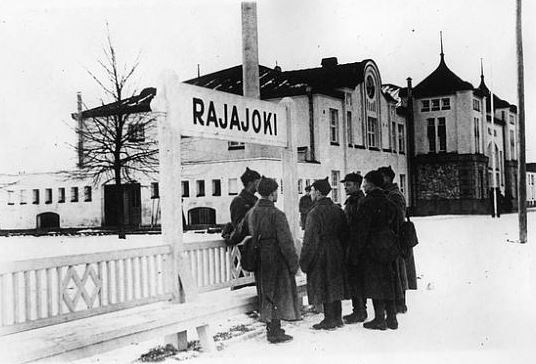
Красноармейцы на станции Раяйоки зимой 1940 года

Станция получила незначительные повреждения во время Зимней войны 1939—1940 годов и была полностью разрушена в ходе боевых действий 1941—1944 годов. Руины станции сегодня расположены вблизи пересечения автодороги E18 и Западного скоростного диаметра.